# Pont Wellington
Le pont Wellington (Wellington Bridge ou Wellington Suspension Bridge en anglais) est un pont suspendu qui traverse le fleuve Dee et relie les quartiers de Ferryhill et de Craiglug de la ville d'Aberdeen, dans le nord-est de l'Écosse. Conçu par l'officier de la Royal Navy Samuel Brown et l'architecte de la ville d'Aberdeen John Smith, il a inauguré en novembre 1830 et nommé en l'honneur d'Arthur Wellesley, duc de Wellington. Interdit aux automobiles en 1984, il a été complètement fermé en 2002 pour des raisons de sécurité, mais est à nouveau accessible aux piétons depuis 2008 à la suite des travaux de rénovation engagés entre 2006 et 2007.